# Henrik I. Bradati
Henrik I. Bradati (poljsko Henryk (Jędrzych) Brodaty, nemško Heinrich der Bärtige) je bil od leta 1201 vojvoda Šlezije s sedežem v Vroclavu in od leta 1232 do svoje smrti veliki vojvoda Poljske, * ok.  1165/1170, † 19. marec 1238, Krosno Odrzańskie.
Bil je sin Boleslava I. Visokega iz šlezijske veje dinastije Pjastov. Svoja ozemlja je razširil na Lubuš in del Velikopoljske, zahvaljujoč skrbništvu mladoletnih vojvod Zgornje Šlezije in Krakova pa je upravljal velik del Poljske in ustvaril tako imenovano »monarhijo šlezijskega Henrika«. Podpiral je ustanavljanje mest in nemško kolonizacijo Šlezije, zaradi česar je ta postala gospodarsko najbolj razvita regija Poljske. Skupaj z ženo Hedviko je ustanovil tudi samostane, ki so bistveno dvignili kulturno raven Šlezije.

## Življenje
Po smrti svojega očeta Boleslava I. Visokega leta 1201 je postal knez Vroclava in Opol. Po manj kot letu dni je moral Opole prepustiti svojemu stricu Mješku I., knezu Ratiborja. Kljub izgubi Opol je še vedno  vodil aktivno politiko. Leta leta 1210 je zasedel nemški grad Lubuš in njegovo okolico in ga obdržal do leta 1217, ko je bilo ozemlje priključeno k Velikopoljski. Njegove ambicije so bile usmerjene k poljskemu vojvodskemu prestolu, kar dokazuje njegova raba naslova dux Slezie et Cracovie (vojvoda Šlezije in Krakova),  dokumentirana leta 1217. Leta 1225 mu je s pomočjo malopoljskega plemstva uspelo zasesti Krakov, vendar ga je obdržal le nekaj dni.  Okoli  leta 1226 je ponovno pridobil Lubuš,  zaradi katerega se je med letoma 1229 in 1230 uspešno vojskoval z magdeburškim nadškofom.
Po smrti Mješkovega sina Kazimirja I. Opolskega leta 1230 je kot varuh Kazimirjevih sinov prevzel oblast nad vojvodino Opole-Ratibor in tako za nekaj časa ponovno združil Šlezijo. Leta 1232 je postal skrbnik krakovskega vojvode Boleslava V. Sramežljivega in s tem poljski senior. Vzpon Vroclava je dosegel vrhunec v letih 1234 do 1235, ko je v vojni z Vladislavom Odoničem obvladoval tudi del Velikopoljske. 
Priimek Bradati (latinsko Barbatus) je dobil po svoji ogromni bradi, ki jo je nosil zaradi  zaobljube zakonske čistosti svoji ženi Hedviki, kasnejši svetnici in zavetnici Šlezije. Med svojim vladanjem je leta 1227  ustanovil cistercijanski samostan v Henrykówu, kjer je bila kasneje napisana latinska kronika Henrikovska knjiga. Skupaj z ženo sta leta 1202 ostanovila samostan v Trebnici. Leta 1211 se je sprl z vroclavskim škofom Vavrincem Dolivetom zaradi pobiranju desetine od nemških kolonistov brez soglasja vojvode. Henrikov protiukrep je bil zavrnitev imunitetnega  privilegija Cerkve iz leta 1210. Spor je bil nazadnje rešen, vendar se je že leta 1225 in 1226 začel nov, ko je škof zahteval izvzetje iz knežje oblasti za podložnike škofovih posesti. Spor se je nadaljeval tudi z Vavrinčevim naslednikom Tomažem I.
Vroclav  je med njegovim vladanjem doživel razcvet brez primere, predvsem zaradi nemških kolonistov, ustanavljanja  novih mest ter pridobivanja  zlata in srebra. Po njegovi smrti leta 1238 in kratki vladavini njegovega sina Henrika II. Pobožnega je razvoj Šlezije prekinil drastičen vdor Mongolov in smrt Henrika II.

## Smrt
Henrik je umrl leta 1238 v Krosno Odrzańskem (Crossen an der Oder) in bil pokopan v cistercijanski cerkvi v Trzebnici (Trebnitz), ki jo je leta 1202 ustanovil na željo svoje žene.

## Zapuščina
Henrika Bradatega zgodovinarji štejejo za enega najvidnejših pjastovskih vojvod iz obdobja fevdalne razdrobljenosti Poljske. Vse njegovo delo je bilo zaradi invazije Mongolov že tri leta po njegovi smrti povsem uničeno. Zgodovinarji se na splošno strinjajo: če se poraz v bitki pri Legnici ne bi zgodil, bi bila Poljska sredi 13. stoletja združena in bi se izognila ozemeljskim izgubam, do katerih je prišlo. Henrik kot sposoben politik je uspel Šlezijo narediti za eno najmočnejših držav razdrobljene Poljske in poskušal ohraniti mir v Velikopoljski in Malopoljski v času velikih sprememb v zahodni Evropi. Nek sodobni kronist ga je imenoval »poštenjak, ki je mislil, da bo le koristen svojemu ljudstvu«.

## Poroka in otroci
Henrik se je po letu 1188 poročil s Hedviko Andeško, hčerko vojvode Bertolda IV. Meranskega. Z njo sta imela sedem otrok:
- Nežo  (ok. 1190 – pred 11. majem 1214),
- Boleslava (ok. 1191 – 10. september 1206/1208),
- Henrika II. Pobožnega (ok. 1196 – ubit v bitki pri Legnici  9. aprila 1241),
- Henrika Kodravega  (ok. 1198 – Czerwony Kosciol, 4. september 1213),
- Sofijo (ok. 1200 – pred  22./23. marcem 1214),
- Gertrudo  (ok.  1200 – Trebnitz, 6./30. december 1268), opatinjo v Trebnitzu, in
- Vladislava [?] (pred 25. decembrom 1208 – 1214/1217).

## Opomba
1. ↑   Izraz »Šlezija« se je takrat in še dolgo pozneje nanašal samo na zahodno polovico današnje Šlezije, tj. Spodnjo Šlezijo ali Vroclav. Posest Krakova je pomenila zahtevo po Seniorski provinci in s tem po celi Poljski. Leta 1217 je bil Seniorat v posesti Lešeka I. Belega.